# Luis Ortiz
Luis Ortiz, född den 5 november 1965 i Humacao, Puerto Rico, är en puertoricansk boxare som tog OS-silver i lättviktsboxning 1984 i Los Angeles. I finalen förlorade Ortiz mot Pernell Whitaker från USA.